# Cercomantispa keiseri
Cercomantispa keiseri är en insektsart som beskrevs av Eduard Handschin 1963. Cercomantispa keiseri ingår i släktet Cercomantispa och familjen fångsländor. Inga underarter finns listade i Catalogue of Life.